# Col du Soulor
De Col du Soulor is een bergpas in de Franse Pyreneeën. De bergpas is vooral bekend van wieleretappes in bijvoorbeeld de Ronde van Frankrijk.
De Col du Soulor wordt vaak beklommen in combinatie met de Col d'Aubisque. De combinatie van deze twee beklimmingen, die direct op elkaar volgen, maakt een etappe extra zwaar.

## Doortochten tijdens de Ronde van Frankrijk
| Jaar | Etappe  | Winnaar             | Nationaliteit |
| ---- | ------- | ------------------- | ------------- |
| 1912 | 10e     | Eugène Christophe   | Frankrijk     |
| 1934 | 18e     | René Vietto         | Frankrijk     |
| 1936 | 16e     | Sylvère Maes        | België        |
| 1947 | 15e     | Jean Robic          | Frankrijk     |
| 1954 | 11e     | Valentin Huot       | Frankrijk     |
| 1955 | 18e     | Charly Gaul         | Luxemburg     |
| 1956 | 12e     | Federico Bahamontes | Spanje        |
| 1970 | 18e     | Raymond Delisle     | Frankrijk     |
| 1973 | 14e     | Pedro Torres        | Spanje        |
| 1974 | 18e     | Andres Oliva        | Spanje        |
| 1975 | 10e     | Lucien Van Impe     | België        |
| 1979 | 3e      | Mariano Martinez    | Frankrijk     |
| 1982 | 12e     | André Chalmel       | Frankrijk     |
| 1985 | 18e (a) | Stephen Roche       | Ierland       |
| 1995 | 16e     | (*)                 |               |
| 1996 | 17e     | Pascal Hervé        | Frankrijk     |
| 1997 | 9e      | Laurent Brochard    | Frankrijk     |
| 1999 | 16e     | Pavel Tonkov        | Rusland       |
| 2002 | 11e     | Laurent Jalabert    | Frankrijk     |
| 2010 | 17e     | Marcus Burghardt    | Duitsland     |
| 2019 | 14e     | Tim Wellens         | België        |
| 2025 | 12e     | Michael Woods       | Canada        |

(*) Etappe geneutraliseerd wegens overlijden Fabio Casartelli.